# Вишнёвый (Саратовская область)
Вишнёвый — посёлок в Давыдовском муниципальном образовании Пугачёвского района Саратовской области России.

## География
Находится на расстоянии примерно 18 километров по прямой на юго-восток от районного центра города Пугачёв. 

## История
Поселок основан в 1930 году.

## Население
Население составляло 95 человек по переписи 2002 года (казахи 48%) ,  49 по переписи 2010 года.